# ويليام هاكيت
ويليام هاكيت (بالإنجليزية: William Hackett)‏ هو متسلق الجبال أمريكي، ولد في 1918 في بورتلاند في الولايات المتحدة، وتوفي في 1999 في أوريغون في الولايات المتحدة.